# Brachyotum intermedium
Brachyotum intermedium är en tvåhjärtbladig växtart som beskrevs av John Julius Wurdack. Brachyotum intermedium ingår i släktet Brachyotum och familjen Melastomataceae. Inga underarter finns listade i Catalogue of Life.